# پردیس ثابتی

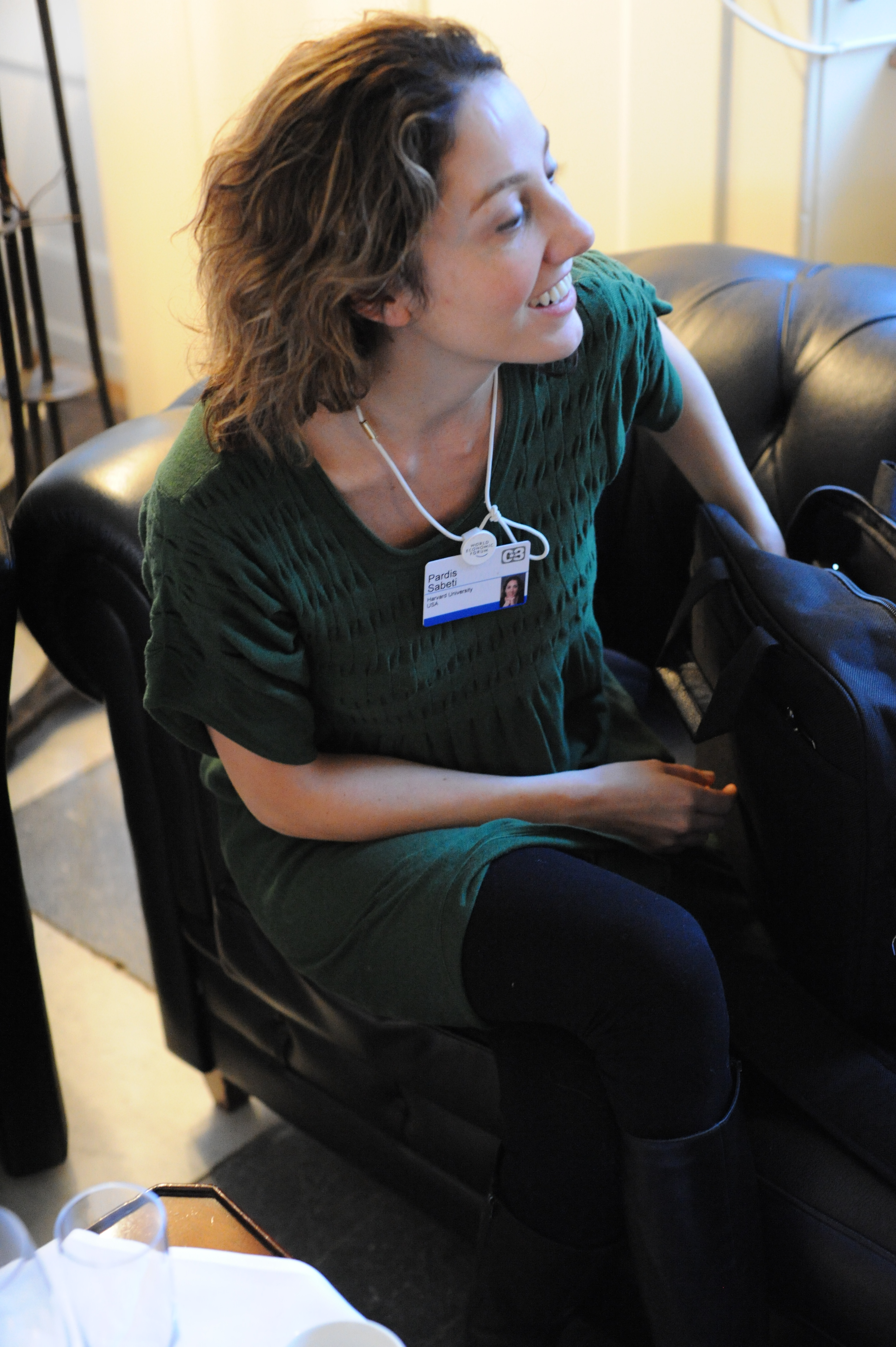
پردیس ثابتی در داووس، سوئیس، ۲۰۰۸

پردیس کریستین ثابتی (زاده ۴ دی ۱۳۵۴) زیست‌شناس محاسباتی، تبارشناس پزشکی و تبارشناس فرگشتی ایرانی-آمریکایی است که روشی آماری بیوانفورماتیکی توسعه داده است که بخش‌های در معرض انتخاب طبیعی را مشخص می‌کند. همچنین الگوریتمی طراحی نموده که اثرات ژنتیک بر فرگشت بیماری را نشان می‌دهد.
ثابتی استاد برجسته دانشگاه هاروارد و استاد مرکز زیست‌شناسی سامانه‌ها و گروه زیست‌شناسی ارگانیسمی و فرگشتی، استاد گروه ایمنی‌شناسی و بیماری‌های عفونی در دانشکده بهداشت عمومی هاروارد، و محقق مؤسسه پزشکی هاوارد هیوز است.
وی سرپرستی خواندن ژنوم انسان و تمام کروموزوم‌های موجود در ویروس ابولا را برعهده داشته است که نتیجه پژوهش‌هایش کمک مهمی به مهار این بیماری کرد. ثابتی و تیمش همچنین پژوهش‌های مهمی در مورد توالی یابی ژنتیکی و ردیابی تکاملی ویروس کرونا ثبت کردند. ثابتی به خاطر پژوهش‌هایش در سال ۲۰۱۴ به عنوان یکی از افراد سال مجله تایم انتخاب شد (مبارزان ابولا)، و در سال ۲۰۱۵ به عنوان یکی از ۱۰۰ فرد اثرگذار مجله تایم فهرست شد. بی‌بی‌سی از ثابتی به عنوان یکی از ۱۰۰ زن الهام بخش و تأثیرگذار جهان در سال ۲۰۲۰ نام برده است.

## زندگی
پردیس ثابتی سال ۱۳۵۴ در تهران به دنیا آمد. او فرزند نسرین و پرویز ثابتی، معاون سابق سازمان اطلاعات و امنیت کشور در دوره پهلوی است در آستانهٔ انقلاب ۱۳۵۷ در سه سالگی به همراه خانواده به فلوریدا مهاجرت کرد. در ۱۹۹۷ لیسانس زیست‌شناسی را از مؤسسه فناوری ماساچوست دریافت کرد و سپس دکترای ژنتیک فرگشتی را در سال ۲۰۰۲ از دانشگاه آکسفورد دریافت کرد. دکترای پزشکی خود را در سال ۲۰۰۶ از دانشکده پزشکی هاروارد دریافت کرد.
پردیس ثابتی ساکن ماساچوست در ایالات متحده آمریکا است. ثابتی در سال ۲۰۱۴ بخشی از تیمی به رهبری کریستین هاپی، ژنتیک دان کامرونی بود که از فناوری توالی یابی ژنومی پیشرفته برای شناسایی یک نقطه عفونت از یک مخزن حیوانی به انسان در شیوع ابولا در غرب آفریقا استفاده کرد. تغییرات RNA نشان می‌دهد که اولین عفونت انسانی توسط انسان به انسان منتقل می‌شود. این کار باعث شد که او در سال ۲۰۱۴ به عنوان یکی از افراد سال مجله تایم (جنگجویان ابولا) و یکی از ۱۰۰ فرد اثرگذار تایم در سال ۲۰۱۵ انتخاب شود. ثابتی استاد تمام در مرکز زیست‌شناسی سیستم‌ها و گروه زیست‌شناسی ارگانیسمی و تکاملی در دانشگاه هاروارد و در هیئت علمی مرکز دینامیک بیماری‌های واگیر در دانشکده بهداشت عمومی هاروارد تی اچ چان، عضو انستیتو برود، محقق موسسه پزشکی هاوارد هیوز و رئیس آزمایشگاه ثابتی است. ثابتی خواننده اصلی و نویسنده گروه راک Thousand Days است و همچنین میزبان فعلی مجموعه آموزشی Against All Odds: Inside Statistics است که توسط سازمان آننبرگ حمایت می‌شود. نمایش او در بسیاری از برنامه‌های درسی آمار دبیرستان، از جمله دوره آمار تحقیقاتی ۱ و ۲ در دبیرستان علوم و فناوری توماس جفرسون گنجانده شده است.

### سنین جوانی و تحصیل
پدرش از خانواده ای بهائی بود اما هرگز رسماً به عضویت آن درنیامد. وی معاون ساواک، سازمان اطلاعات ایران، و از مقامات عالی‌رتبه امنیتی رژیم شاه بود. او یک خواهر به نام پریسا داشت که ۲ سال بزرگتر بود. پریسا، مطالب درسی را که سال قبل در مدرسه آموخته بود به پردیس آموزش داد و باعث شد پردیس با شروع سال تحصیلی «تقریباً دو سال از همکلاسی‌هایش جلوتر باشد».
خانواده او در اکتبر ۱۹۷۸، اندکی قبل از انقلاب ایران، زمانی که ثابتی دو ساله بود، از ایران گریختند و در فلوریدا پناهگاهی یافتند. ثابتی که در اورلاندو بزرگ شد، می‌خواست صاحب گل فروشی، رمان‌نویس یا پزشک شود. با این حال، او بیش از همه به ریاضیات علاقه داشت. ثابتی در طول دوران کودکی و ورود به دانشگاه، تنیس رقابتی بازی می‌کرد. ثابتی به مدرسه مقدماتی ترینیتی در فلوریدا مرکزی رفت. در دبیرستان، او یک محقق شایستگی ملی بود و در تیم آکادمیک دبیرستان USA Today's All-USA شرکت کرد. او همچنین بخشی از الهام خود را به علم پزشکی به فیلم شیوع در سال ۱۹۹۵ نسبت می‌دهد.
ثابتی به تحصیل در رشته زیست‌شناسی در مؤسسه فناوری ماساچوست (MIT) ادامه داد و در آنجا عضو تیم تنیس دانشگاه و رئیس کلاس بود و در سال ۱۹۹۷ با گرایش زیست‌شناسی و «میانگین عالی ۵٫۰» فارغ‌التحصیل شد. در MIT، او کار تحقیقاتی خود را در آزمایشگاه دیوید بارتل آغاز کرد و همچنین در آزمایشگاه اریک لندر کار کرد، برنامه رهبری سال اول را ایجاد کرد و به عنوان دستیار تدریس کار کرد. او سپس دانش‌آموخته رودز در نیوکالج، آکسفورد شد و دکترای خود را در ژنتیک فرگشتی در سال ۲۰۰۲ به پایان رساند، و در سال ۲۰۰۶ با مدرک دکترای پزشکی در دانشکده پزشکی هاروارد فارغ‌التحصیل شد، و سومین زنی بود که این افتخار را از زمان دریافت کرد. مدرسه شروع به پذیرش دانش آموزان دختر کرده بود. کمک هزینه تحصیلی پل و دیزی سوروس برای آمریکایی‌های جدید از تحصیلات تکمیلی او حمایت کرد. ثابتی در ابتدا قصد داشت وارد پزشکی شود و پزشک شود. با این حال، او تصمیم گرفت به جای آن پس از اتمام دانشکده پزشکی و کشف اینکه پژوهش را به پزشکی ترجیح می‌دهد، به تحقیق بپردازد.

## شغل و پژوهش

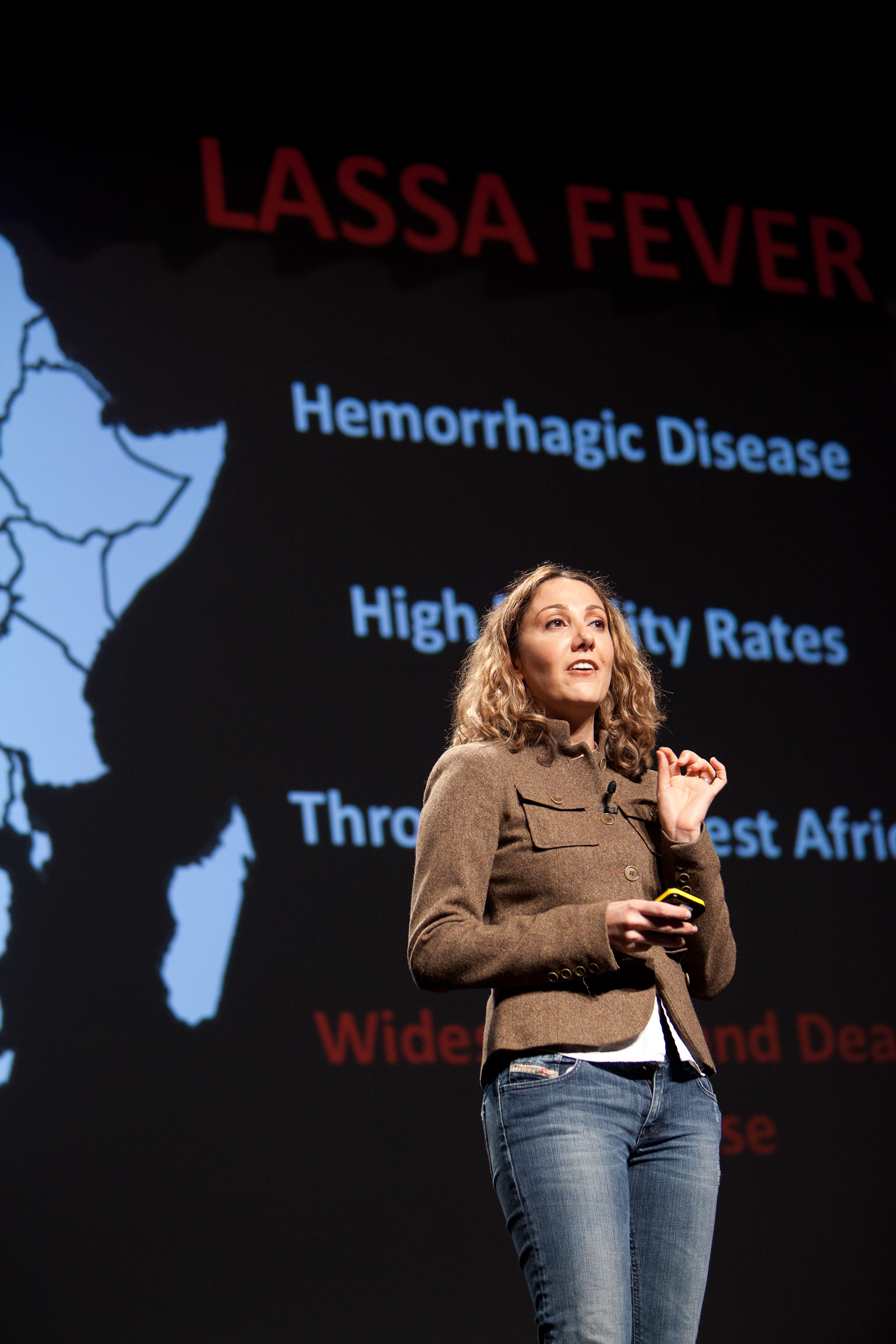
پردیس ثابتی در PopTech، ۲۰۱۱

ثابتی از مدرسهٔ پزشکی دانشگاه هاروارد آمریکا با مدارج کامل (به لاتین: Summa Cum Laude) فارغ‌التحصیل شده است. وی در زمینه بررسی ژنوم مالاریا، از بنیاد بیل و ملیندا گیتس بالغ بر ۲ میلیون دلار بودجه تحقیقاتی دریافت کرده است.
پردیس ثابتی به عنوان یکی از ۱۰۰ چهره نابغه جهان از سوی گروه بین‌المللی Creators Synectics معرفی شد. این گروه بین‌المللی پردیس ثابتی را از محققان برجسته دانشگاه‌های معتبری نظیر هاروارد، آکسفورد و ام آی تی را به عنوان چهره چهل و نهم معرفی کرده است.
شبکه خبری سی‌ان‌ان نیز در سال ۲۰۰۷، ثابتی را به عنوان «یکی از ۸ نابغه‌ای که دنیای ما را متحول خواهند ساخت» عنوان کرده است ثابتی در سال ۲۰۱۲ جایزه نبوغ آمریکایی مجله اسمیتسونین در رده علوم طبیعی دریافت کرد.
در ماه مه ۲۰۱۵، او یک سخنرانی در TED به نام «چگونه با ویروس مرگبار بعدی مبارزه خواهیم کرد» ارائه کرد. تیم او از پروژه TED Audacious برای ساخت Sentinel، یک سیستم پیشگیری و پاسخ به بیماری همه گیر، کمک مالی دریافت کرد.
ثابتی به عنوان فارغ‌التحصیل در آکسفورد و فلو فوق دکترا با اریک لندر در مؤسسه برود، خانواده ای از تست‌های آماری را برای انتخاب مثبت ایجاد کرد که به دنبال انواع ژنتیکی رایج موجود در هاپلوتیپ‌های طولانی غیرمعمول است. آزمایش‌های او، هموزیگوسیتی هاپلوتیپ توسعه‌یافته (EHH)، آزمایش هاپلوتیپ طولانی‌مدت (LRH) و هموزیگوسیتی گسترده هاپلوتیپ متقابل جمعیتی (XP-EHH)، برای شناسایی جهش‌های سودمند طراحی شده‌اند که فراوانی آنها در جمعیت‌های انسانی به سرعت در ۱۰۰۰۰ گذشته افزایش یافته است. سال‌ها. ثابتی و گروهش به عنوان یکی از اعضای هیئت علمی در هاروارد، یک آزمون آماری برای تعیین دقیق سیگنال‌های انتخاب، ترکیب سیگنال‌های چندگانه (CMS), و خانواده‌ای از آزمون‌های آماری برای شناسایی و مشخص کردن همبستگی‌ها در مجموعه‌های داده از هر نوع ایجاد کرده‌اند. اکتشاف ناپارامتریکی اطلاعات حداکثر (MINE). ثابتی از طریق همکاری خود با مایکل میتزنماخر عدد اردوش ۳ را دریافت کرده است.
ثابتی در فوریه ۲۰۲۱ مقاله‌ای در نیچر کامیونیکیشنز نوشت که چگونه سطح معینی از آنتی‌بادی‌های COVID-19 ممکن است محافظت پایدار در برابر ویروس ایجاد کند. این مقاله بر اساس نمونه‌های خونی است که به‌طور داوطلبانه توسط ۴۳۰۰ کارمند اسپیس‌ایکس که از مدیر عامل آن، ایلان ماسک نیز اعتبار می‌دهند، تهیه شده است.

## جوایز و افتخارات
پردیس ثابتی، خواننده یک گروه آلترناتیو راک به نام هزار روز (به انگلیسی: Thousand days) نیز می‌باشد که سه آلبوم منتشر کرده است.
ثابتی در سال ۲۰۱۲ جایزه نبوغ آمریکایی مجله اسمیتسونیان را در رشته علوم طبیعی دریافت کرد. او در سال ۲۰۱۴ جایزه Vilcek را برای قول خلاق در علوم زیست پزشکی دریافت کرد. او یکی از رهبران جوان جهانی مجمع جهانی اقتصاد و یک کاوشگر نوظهور نشنال جئوگرافیک است.
ثابتی علاوه بر این که در سال ۲۰۱۴ به عنوان یکی از افراد سال مجله تایم انتخاب شد (مبارزان ابولا)، به عنوان یکی از ۱۰۰ فرد اثرگذار مجله تایم در سال ۲۰۱۵ فهرست شد.
ثابتی در سال ۲۰۱۵ برای دریافت جایزه معتبر پژوهشگر مؤسسه پزشکی هاوارد هیوز انتخاب شد. او همچنین جایزه شغلی باروز ولکام تراست در علوم زیست پزشکی، جایزه بنیاد پاکارد در علم و مهندسی، و جایزه مبتکر جدید مدیر NIH , و L'Oréal برای زنان در علم را دریافت کرده است.
ثابتی در لیست ۱۰۰ زن بی‌بی‌سی در ۲۳ نوامبر ۲۰۲۰ بود.

## زندگی شخصی
ثابتی خواننده و ترانه‌سرای گروه راک هزار روز است. او در اوقات فراغت خود از بازی والیبال لذت می‌برد و در لیگ تابستانی والیبال هاروارد شرکت می‌کند. وی در ۱۷ ژوئیه ۲۰۱۵ در کنفرانسی در مونتانا دچار یک تصادف تقریباً مرگبار شد. او مسافر یک ATV بود که از بالای صخره ای عبور کرد و روی تخته سنگ‌ها منجنیق افتاد. او لگن و زانوهای خود را شکست و دچار آسیب مغزی شد. او دوره توانبخشی را برای بازگشت به تدریس به پایان رساند. پس از این تصادف او شدیداً به ارتباط بین مغز و بدن و چگونگی بهبودی علاقه‌مند شد. او در حال تلاش برای یافتن راهی برای استفاده از یادگیری ماشینی برای درک مسیرهای بین ژن‌ها، مغز و بدن است.

## فیلم‌شناسی
- در برابر همه شانس‌ها . . . مجری (۳۲ قسمت)[۶۹]